# Nhạc underground

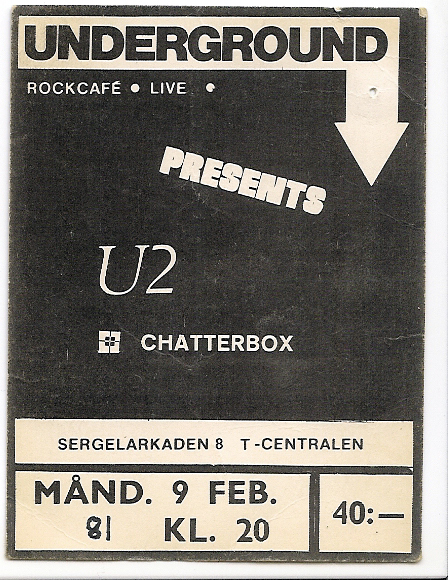
Một tấm poster ở Thụy Điển quảng bá cho các ban nhạc underground.

Nhạc underground (tức nhạc ngầm, nhạc dưới đáy ngầm) bao gồm các thể loại âm nhạc không chính thống, và thường có những khác biệt với những thể loại âm nhạc đại chúng, quá mới lạ cho thính giả (người nghe) thông thường. Bất kỳ bài hát nào không được quảng bá một cách công khai đều được coi là nhạc underground.
Nhạc underground thường có xu hướng thể hiện những khái niệm thông thường, coi trọng tính chân thực, sự riêng tư, được tự do sáng tạo, trái với các bài hát có tính thương mại cao, và tính cá nhân cao của mỗi nghệ sĩ, thường không đi theo những xu thế hiện thời. Có lẽ chỉ trừ thể loại underground rock trước thời Mikhail Sergeyevich Gorbachyov, Liên Xô, rất ít loại nhạc underground bị cấm hoặc che giấu hoàn toàn, nhưng việc biểu diễn và các công đoạn sản xuất rất khó để có thể tìm thấy công khai.
Những ca sĩ thuộc dòng nhạc này thường hoạt động tự do, hoạt động trên mạng Internet, không có những hoạt động như chạy show, quảng bá trên các phương tiện thông tin báo chí, phát hành album.
Hầu hết trong thế giới nhạc underground hội tụ những người mê ca hát, hát theo niềm đam mê của họ. Họ hát và sáng tạo âm nhạc với sở thích và sự tự do của họ. Không có sự ràng buộc về thương mại, cũng không cần chạy theo những xu hướng của thị trường, không cần phải chạy theo những thị hiếu của khán giả.

## Tổng quan
Thuật ngữ "nhạc ngầm" đã được áp dụng cho các phong trào nghệ thuật khác nhau, ví dụ như phong trào Psychedelia music
(nhạc ảo giác) vào giữa những năm 1960, nhưng thuật ngữ này được dùng trong những thập niên gần đây cho bất kỳ nhạc sĩ nào có khuynh hướng tránh cạm bẫy của ngành công nghiệp âm nhạc thương mại chính nếu không nó chỉ nói lên sự thật thông qua âm nhạc. Frank Zappa đã cố gắng định nghĩa "ngầm" (underground) bằng cách lưu ý rằng "dòng chính đến với bạn, nhưng bạn phải đi xuống dưới lòng đất." Trong những năm 1960, thuật ngữ "ngầm" gắn liền với phong trào phản văn hóa hippie của những người trẻ tuổi bỏ học và đời sống tầng lớp trung lưu của mình để sống trong một cộng đồng không đảm bảo về đời sống nhưng tự do về tình dục (free love) và cần sa. Trong âm nhạc phổ biến hiện đại, thuật ngữ "underground" đề cập đến các nghệ sĩ biểu diễn hoặc các ban nhạc khác nhau, từ các nghệ sỹ tự tổ chức các buổi nhạc du kích (guerrilla concerts) và các chương trình tự thu âm lại cho những người ký hợp đồng với nhãn hiệu độc lập nhỏ. Trong một số phong cách âm nhạc, thuật ngữ "underground" được sử dụng để khẳng định rằng nội dung của âm nhạc là bất hợp pháp hoặc gây tranh cãi, cũng như trong các ban nhạc death metal đầu những năm 90 ở Mỹ như Cannibal Corpse vì bạo lực đồ họa bao gồm các chủ đề nghệ thuật và trữ tình. Black metal cũng là một hình thức âm nhạc ngầm và giới chơi nhạc Na Uy của nhóm này khét tiếng vì sự liên kết của họ với đốt nhà thờ, huyền bí, những vụ giết người và quan điểm chống lại Kitô giáo của họ. Tất cả các extreme metal được xem là âm nhạc ngầm vì bản chất cực đoan của nó.
Trong bài viết "Triết lý cho nghệ sỹ", Shlomo Sher cho rằng có ba quan niệm sai lầm phổ biến về "underground": nó chỉ đề cập đến giới nhạc rave / electronica; rằng nó có thể được mô tả với một định nghĩa rộng lớn, mơ hồ về "bất cứ thứ gì không phải là dòng chính"; và huyền thoại rằng âm nhạc underground được giữ kín; ông chỉ ra rằng không có ban nhạc hay người biểu diễn mà "loại trừ tất cả mọi người hay mọi thứ" bằng cách sử dụng "mật khẩu bí mật và các điểm bản đồ ẩn". Thay vào đó, Sher tuyên bố rằng "âm nhạc ngầm" có liên quan đến các giá trị chia sẻ, như định giá "thực tại" cơ sở đối với âm nhạc với "tiếp thị bọc sẵn"; chân thành và gần gũi; tự do biểu hiện sáng tạo có giá trị hơn là thành công thương mại; nghệ thuật được đánh giá là phong cách có ý nghĩa sâu sắc; và Underground thì "khó tìm", bởi vì giới này ẩn chính nó từ " các vị khách ít cam kết hơn", những người có thể làm cho âm nhạc và văn hoá trở nên tầm thường.
Trong một bài báo trong tạp chí Counterpunch, Twiin cho rằng "Âm nhạc ngầm là phương tiện truyền thông tự do", bởi vì bằng cách làm việc "độc lập, bạn có thể nói bất cứ điều gì trong âm nhạc của bạn" và không bị công ty kiểm duyệt. Thể loại post-punk thường được coi là một "thể loại nói chung cho các ban nhạc rock underground, indie, hay lo-fi" ban đầu tránh được các hãng thu âm lớn trong việc theo đuổi tự do nghệ thuật và trong một lập trường "chúng tôi chống lại họ" hướng về phía thế giới rock của tập đoàn ", lan rộng về " phía tây qua các đài phát sóng của trường đại học, các câu lạc bộ nhỏ, các fanzines (báo chí do người yêu chuộng tự làm ra), và các cửa hàng đĩa nhạc độc lập ". Âm nhạc ngầm dưới dạng này thường được quảng bá thông qua truyền miệng hay các DJ của đài phát thanh cộng đồng. Trong những giới âm nhạc underground đầu tiên, chẳng hạn như những người hâm mộ ban nhạc Grateful Dead hoặc các giới punk thập niên 1970, những băng nhạc thô sơ làm tại nhà đã được buôn bán (trong trường hợp của Deadheads) hoặc được bán từ sân khấu hoặc từ một chiếc xe (trong giới punk). Vào những năm 2000, nhạc underground trở nên dễ dàng phân phối hơn, sử dụng âm thanh và podcast trực tuyến.